# Curculioninae
Curculioninae là một phân họ bọ Cánh cứng trong họ Curculionidae (họ Vòi voi). Phân họ này gồm hơn 23.500 loài đã được miêu tả, được xếp vào 2.200 chi, và là phân họ côn trùng có vòi lớn nhất được biết đến.

### Danh sách các tông
Một số chi nổi tiếng cũng được liệt kê.
| - Acalyptini - Acalyptus - Acentrini - Ancyloenemidini - Anoplini - Anthonomini - Anthonomus - Brachonyx - Camarotini - Cenchrenini - Ceratopodini - Cionini - Cionus - Cryptoplini (= Haplonychini) - Curculionini - Curculio - Derelomini - Ellescini - Dorytomus - Ellescus - Erodiscini - Eugnomini - Meriphus - Pactolotypus - Geochini - Itini (sometimes in Molytinae) | - Mecinini - Mecinus - Rhinusa - Neosharpiini - Nerthopini - Otidocephalini - Piazorhinini - Prionobrachiini - Pyropini - Rhamphini - Rhynchaenus - Smicronychini - Sphaeriopoeini - Storeini - Glaucopela - Peristoreus - Styphlini - Pseudostyphlus - Tychiini - Lignyodes - Tychius - Ulomascini - Misophrice - Incertae sedis - Notinus (Storeini hoặc Tychiini) |

## Hình ảnh

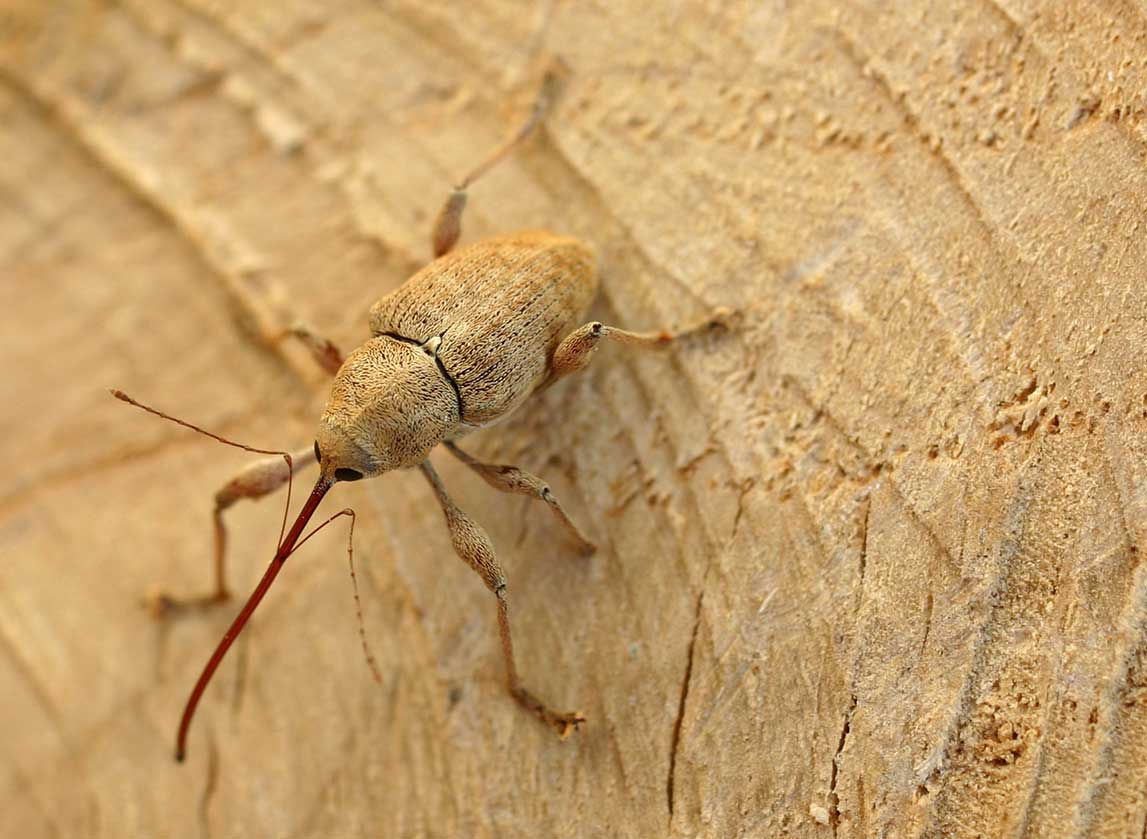
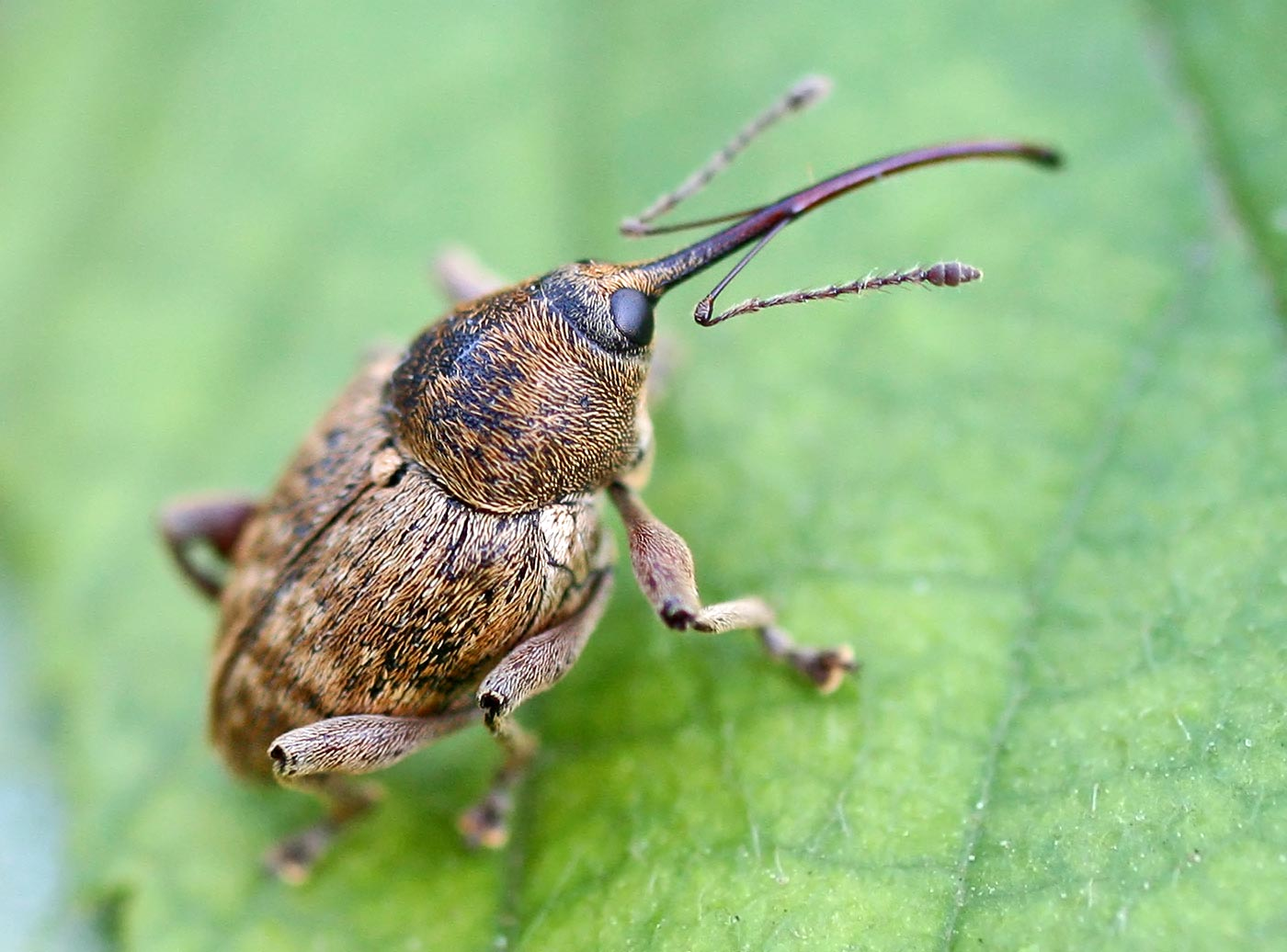
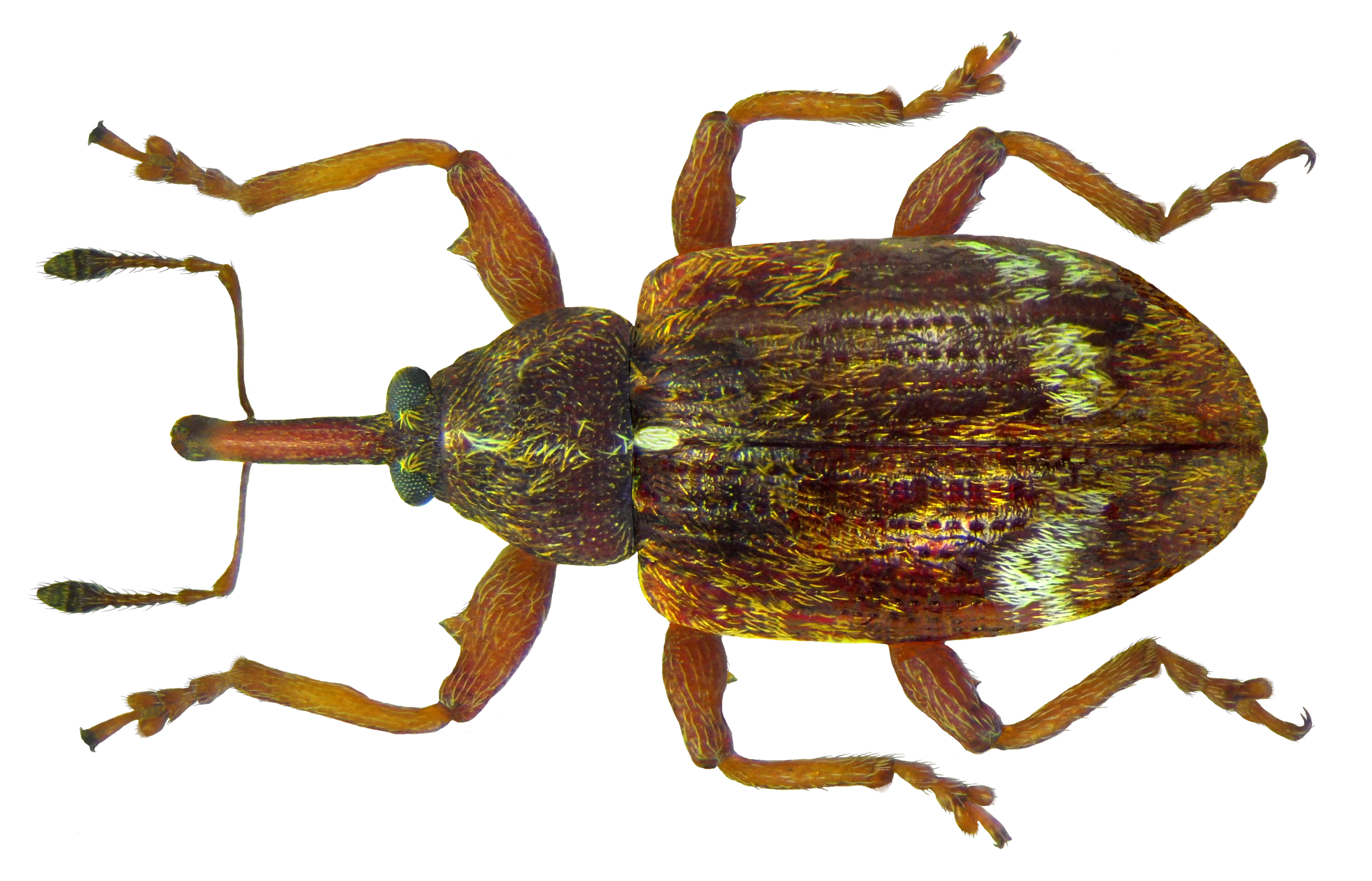
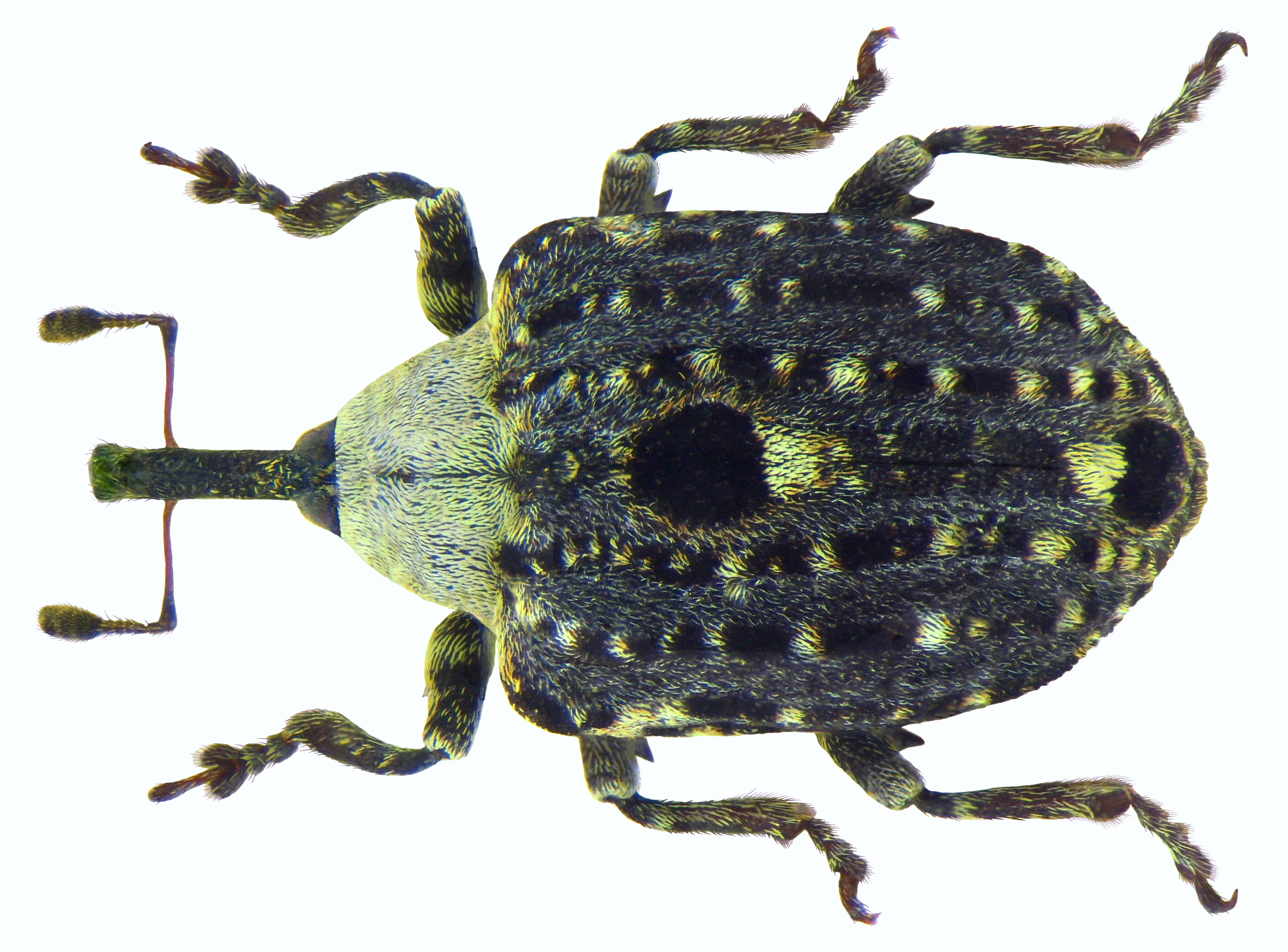